# 아이 워너비 더 가이
《아이 워너비 더 가이》(영어: I Wanna Be the Guy, IWBTG)는 미국의 게임 개발자이자 그래픽 디자이너인 마이클 "케인" 오라일리(영어: Michael "Kayin" O'Reilly)가 2007년 10월 5일에 공개한 2D 플랫폼 프리웨어 인디 게임이다. 이 게임은 1980~90년대를 풍미했던 고전 게임들의 패러디 요소와 기이할 정도로 어려운 난이도로 잘 알려져 있다.

## 줄거리
200X년, 주인공 'The Kid'는 15번째 생일을 맞이한다. 그는 사나이 중의 사나이 'The Guy'가 되기 위해 역사상 가장 위험하고 대서사적인 모험을 떠나게 된다.

## 게임 플레이
플레이어는 'The Kid'라 불리는 주인공을 조종할 수 있다. 조종 방식은 좌/우 움직임과 점프, 더블 점프, 그리고 총을 이용한 공격으로 제한된다. 이 게임에 등장하는 각각의 스테이지는 여러 개의 화면으로 나뉘어 있고, 대부분은 젤다의 전설, 마계촌, 테트리스, 악마성 드라큘라, 별의 커비 등 과거 인기 있었던 게임들의 그래픽, 배경 음악, 효과음 등을 대거 차용했다. 매 스테이지 마지막에는 항상 보스가 등장하는데, 여기저기에 흩어져있는 7명의 보스를 전부 쓰러뜨려야만 마지막 지역에 입장하여 최종보스 'The Guy'와 싸울 수 있다.
아이 워너비 더 가이는 특유의 어려운 난이도로 유명하다. 스테이지에 등장하는 거의 모든 장애물은 플레이어에게 데미지를 입히도록 설계되어 있다. 그 중에는 가시나 몬스터 같은 일반적인 게임 요소가 등장하기도 하지만, 대부분은 사전적인 지식이나 시행착오 없이는 피하기가 불가능한 일명 낚시형 함정으로 이루어져있다(예를 들어 플레이어의 움직임에 반응하여 움직이는 과일들). 또한 게임 내에서 이런 장애물로 인해 단 한 번이라도 데미지를 입으면 어떤 경우에서든 주인공 'The Kid'는 즉시 사망하고 게임 오버가 된다. 이러한 요소들은 게임의 난이도를 매우 높여서 게임 진행에 매우 불합리하게 작용하지만, 대신에 플레이어는 게임 오버 화면에서 마지막으로 저장한 세이브 포인트 지점에서 시작할 기회를 무한히 얻는다.
이 게임은 'Medium', 'Hard', 'Very Hard', 'Impossible' 총 네 가지의 난이도를 지원한다. 난이도에 따라 게임상에서 나타나는 세이브 포인트의 수가 달라지는데, 쉬운 난이도부터 각각 62개, 41개, 22개이며 가장 어려운 난이도인 'Impossible'에서는 세이브 포인트가 전혀 없다.

## 이야깃거리
- 이 게임은 제작자가 일본의 인터넷 커뮤니티인 2ch에서 유행하던 게임〈인생 막장 대모험(人生ｵﾜﾀ＼(^o^)／の大冒険)〉을 플레이하다가 영감을 얻어 만든 게임이라고 IWBTG 공식 홈페이지에서 밝힌 바 있다.[3][4]
- 게임을 처음 시작할 때 가장 낮은 난이도인 'Medium'을 선택하면 주인공 The Kid의 머리에 분홍 리본이 달리고, 세이브 포인트에 적힌 글자 'SAVE'가 'WUSS(겁쟁이)'로 바뀐다.
- 이 게임과 더불어 같은 제작사가 만든 〈I Wanna Save the Kids〉라는 프리퀄 게임이 존재한다. 게임 내용은 The Kid가 아이들을 집으로 안전하게 호송하는 것으로, 전체적으로 고전 게임 레밍즈의 형식을 답습하고 있다. 현재에는 개발이 중단되었으나, 데모 버전을 공식 홈페이지에서 받을 수 있다.[5]

## 같이 보기
- 슈퍼 미트 보이 - 주인공 'The Kid'가 비밀 캐릭터로 등장한다.
- 쇼본의 액션